# Chen Yu-qi
Chen Qia (chino tradicional= 陈倩, chino simplificado= 陳倩, Pinyin= Chén Qiàn), más conocida como Chen Yu-qi (chino tradicional= 陳鈺琪, chino simplificado= 陈钰琪, Pinyin= Chén Yùqí), es una actriz china.

## Biografía
Estudió artes escénicas en el "Jincheng College of Sichuan University".
Es buena amiga de la actriz Tiffany Tang (incluso fue una de sus damas de honor durante su boda).

## Carrera
Es miembro de la agencia "Tiffany Tang Studio" de la actriz Tiffany Tang.
Después de graduarse Yuqi comenzó a trabajar como extra en "Hengdian World Studios".
En noviembre del 2016 se unió al elenco recurrente de la serie The Princess Weiyoung (锦绣未央) donde interpretó a la adorable pero descarada Tuoba Di, la novena princesa del Norte de Wei, así como la hermana de Tuoba Yu (Vanness Wu) y Tuoba Han (Zhang Tianyang), y la tía de Tuoba Jun (Luo Jin).
El 2 de agosto del 2018 se unió al elenco de la serie Ashes of Love (también conocida como "Heavy Sweetness, Ash-like Frost") donde dio vida a Liu Ying, la Princesa del Reino Demoníaco, una joven alegre así como una excelente guerrera dentro del campo de batalla quien se enamora de su gurdaespaldas Mu Ci (Zou Tingwei), hasta el final de la serie el 3 de septiembre del mismo año.
El 27 de febrero del 2019 se unió al elenco principal de la serie Heavenly Sword and Dragon Slaying Sabre (倚天屠龙记) donde interpretó a Zhao Min, una princesa mongol y el interés romántico de Zhang Wuji (Zeng Shunxi), hasta el final de la serie.Pero tengo un montón de malas críticas.
El 21 de febrero del 2020 se unió elenco principal de la serie The Love Lasts Two Minds (previamente conocida como "Past Life and Life") donde dio vida a la noble Yuan Qingli, la hija de un general quien después de ser atacada por bandidos y entrar en coma, despierta con un cambio de personalidad y comienza a trabajar como una agente en Qinhe, donde conoce a Jing Ci (Yu Menglong), hasta el final de la serie el 22 de marzo del mismo año.
El 28 de mayo del mismo año unirá al elenco principal de la serie And The Winner Is Love (月上重火) donde interpretó  a Chong Xuezhi, la joven señora del palacio de Chongzuo, quien en su curiosidad por experimentar el mundo pugilista conoce al joven maestro Shangguan Tou (Luo Yunxi), de quien se enamora, hasta el final de la serie el 19 de junio del mismo año.
También se unirá al elenco principal de la serie Mystery of Antiques 3 (古董局中局3：掠宝清单) donde dará vida a Hai Lanzhu.
En el 2021 se unirá al elenco principal de la serie Mirror: Twin Cities (镜·双城) donde interpretará a Bai Ying.
Así como al elenco principal de la serie Private Shushan Gakuen (私立蜀山学园) donde dará vida a Xing Hui.
En enero del mismo año se anunció que estaba en pláticas para unirse al elenco de la serie Love When the Stars Fall (星落凝成糖). La serie es considerada parte final de la "Honey Trilogy" de la productora Liu Ning (刘宁), la cual comenzó con la popular serie Ashes of Love en 2018 y posteriormente le siguió la serie Skate Into Love en 2020.

## Filmografía

### Series de televisión
| Año             | Título                                  | Personaje                  | Notas         |
| --------------- | --------------------------------------- | -------------------------- | ------------- |
| 2021 - presente | See You Again                           | Jin Ayin                   | [ 15 ]        |
| 2021 - presente | Memory of Encaustic Tile                | Shao Xue                   | [ 16 ] [ 17 ] |
| 2021 - presente | Mirror: Twin Cities                     | Bai Ying                   | [ 18 ]        |
| 2021 - presente | Private Shushan Gakuen                  | Xing Hui                   |               |
| 2021 - presente | Mystery of Antiques 3                   | Hai Lanzhu                 |               |
| 2020            | And The Winner Is Love                  | Chong Xuezhi               | 48 episodios  |
| 2020            | The Love Lasts Two Minds                | Feng Mianwan / Yuan Qingli | 36 episodios  |
| 2019            | Heavenly Sword and Dragon Slaying Sabre | Zhao Min                   | 50 episodios  |
| 2018            | 'Ashes of Love'                         | Liu Ying                   |               |
| 2017            | Fresh Teachers                          | Chen Lin                   |               |
| 2016            | The Princess Weiyoung                   | Princesa Tuoba Di          |               |
| 2015            | With or Without You                     | Li Ai                      | 2 episodios   |
| 2015            | Destined to Love You                    | Empleada de la Fam. Shen   | 2 episodios   |
| 2015            | Tian Tai Meng Zhu                       | Yan Yue                    |               |

### Películas
| Año  | Título                                   | Personaje                     | Notas                                                                         |
| ---- | ---------------------------------------- | ----------------------------- | ----------------------------------------------------------------------------- |
| 2018 | Young President and His Contract Wife    | -                             | junto a Wen Zhuo y Kevin Leung                                                |
| 2016 | Man Hunter (侠捕)                        | Duoming Honglian              |                                                                               |
| 2016 | A Chinese Odyssey Part Three (大话西游3) | Subordinada de Niu Xiangxiang | junto a Han Geng, Tiffany Tang, Wu Jing, Karen Mok, Wang Yibo y Gillian Chung |
| 2014 | Love Montage (被错过的那些年)            | Dong Jiani                    | (corto)                                                                       |
| 2012 | Hold Our Love (Hold住我们的爱情)         | Fan Baobei                    | (corto)                                                                       |

### Apariciones en programas
| Año  | Programa                       | Notas               |
| ---- | ------------------------------ | ------------------- |
| 2020 | Happy Camp (快樂大本營)        | invitada            |
| 2019 | Produce Camp 2019 (创造营2019) | (ep. #8) - invitada |
| 2019 | 佳片有约                       |                     |
| 2019 | 壁咚大明星                     |                     |
| 2017 | Day Day Up (天天向上)          | invitada            |

### Revistas / sesiones fotográficas
| Año        | Título                           | Notas                                   |
| ---------- | -------------------------------- | --------------------------------------- |
| 2020       | InSnap Vision                    |                                         |
| 2020       | KIKS Girl                        |                                         |
| 2020       | Our Street Style                 |                                         |
| 2019       | Modern Weekly (周末画报)         |                                         |
| 2019       | 精品购物指南                     |                                         |
| 2019       | OK! (精彩)                       |                                         |
| 2019       | Harper's Bazaar China (时尚芭莎) | junto a Janice Man, Zhu Xudan y Su Qing |
| 2019       | 第壹街拍                         |                                         |
| 2019       | 时尚 COSMO                       |                                         |
| 2019       | SPOTLIGHT (聚光风尚)             |                                         |
| 2017, 2019 | YOHO!GIRL                        |                                         |
| 2017, 2019 | 瑞丽服饰美容                     |                                         |
| 2017, 2019 | 红秀 GRAZIA                      |                                         |
| 2017       | Vivi (昕薇)                      |                                         |
| 2017       | 茜茜姐妹 CeCi                    |                                         |
| 2017       | 瑞丽伊人风尚                     |                                         |
| 2017       | Marie Claire Beauty (嘉人美妆)   |                                         |
| 2016, 2017 | InStyle 优家画报                 |                                         |

## Premios y nominaciones
| Año  | Categoría                                | Premio                                                       | Trabajo                                 | Resultado |
| ---- | ---------------------------------------- | ------------------------------------------------------------ | --------------------------------------- | --------- |
| 2019 | Breakthrough Actress                     | Tencent Video All Star Award                                 | Heavenly Sword and Dragon Slaying Sabre | Ganó      |
| 2019 | Breakthrough Actress of the Year         | Golden Bud - The Fourth Network Film And Television Festival | Heavenly Sword and Dragon Slaying Sabre | Ganó      |
| 2019 | Best Actress                             | Golden Bud - The Fourth Network Film And Television Festival | Heavenly Sword and Dragon Slaying Sabre | Nominada  |
| 2019 | Best Actress (Web series)                | 6th The Actors of China Award Ceremony                       | Heavenly Sword and Dragon Slaying Sabre | Ganó      |
| 2017 | New Generation Female Artist of the Year | InStyle iLady Icon Award                                     | -                                       | Ganó      |
| 2017 | Newcomer Award                           | 2nd China Television Drama Quality Ceremony                  | The Princess Weiyoung                   | Ganó      |